# Loeseneriella africana
Loeseneriella africana là một loài thực vật có hoa trong họ Dây gối. Loài này được (Willd.) R.Wilczek mô tả khoa học đầu tiên năm 1960.